# 거창 둔마리 벽화 고분
거창 둔마리 벽화 고분(居昌 鈍馬里 壁畵 古墳)은 대한민국 경상남도 거창군 남하면 둔마리에 위치한 고분이다. 1974년 9월 5일 대한민국의 사적 제239호 거창둔마리벽화고분으로 지정되었으나, 2011년 현재의 명칭으로 변경되었다.

## 고분 구조
고분의 모양은 능선상의 좁은 평지 위에 방형으로 지대석을 설치하고 그 위에 호석(護石)을 올려 놓고 봉토(封土)를 쌓은 방형호석형태이다.
석축의 동·서쪽에 2구의 석인(石人)이 있는데 동쪽 석인은 높이 232cm로 두관(頭管)을 착용한 문인석(文人石)으로 이목구비가 뚜렷한 형상이다. 서쪽의 석인은 가슴 윗부분이 절단되고 하반신만 남아 있으나 동편과 비슷한 형태로 보인다.봉토는 적갈색의 사질점토로 석실천장석의 윗부분까지 덮여 있다.
석실은 암반을 깎아내고 구덩이를 만들어 여기에 남북을 장충으로 경계벽을 공유하는 두 개의 장방형 석실을 동서로 나란히 배치하였고 중앙 경계벽 가운데에는 방형의 투창(透窓)을 만들었다. 동실(245 92 90cm)과 서실(245 93 93cm)은 대소의 판석으로 이루어져 있으며 천장석도 거의 같은 크기의 판석으로 덮여 있다.

## 고분 벽화
동서 석실의 각 벽에는 회칠을 한 뒤에 벽화를 그렸는데 그 내용은 천녀상(天女像)과 주악상(奏樂像) 그리고 남녀가 혼합된 무용도(舞踊圖)이다.
각 벽면별로 살펴보면, 동실의 동벽에는 천녀들이 그려져 있는데 크게 남북의 두 군으로 나뉘며 남쪽에 3명, 북쪽에 2명이 있다. 이 두 군 사이에는 약 60cm 정도의 공간이 있는데 이곳에도 원래 1명이 그려져 있던 것이 없어진 것인지는 알 수 없다.
남쪽에 그려진 천녀의 높이는 약 50cm이며, 빗어 올려 얹은 머리에 둥근테 모양의 관을 썼고, 관의 양 옆에 깃 같은 장식꼬리가 뻗어 날리고 있다.얼굴은 타원형에 눈동자가 뚜렷한 소녀상이며 귀에는 귀걸이를 달았다. 옷은 둥근 깃에 소매 끝을 팔목에서 잘라맨 상의에 발목이 꼭 끼는 바지를 입었고 허리에는 띠가 감겼는데 그 한 끝이 왼쪽다리 위로 드리워져 있다. 조그만 장구를 가지고 있는데 오른손으로 고면(鼓面)을 때리고 왼손은 옆으로 뻗어 장구를 치는 자세를 취하고 있다. 상반신은 정면을 향하고 있으나 하반신은 거의 허리를 직각으로 돌렸고 오른쪽다리는 뒤로 꺾어 올리고 왼쪽다리로 구름 위에 서서 장구를 치며 춤을 추는 모습이다. 남쪽에서 두 번째 천녀상은 보살들의 화관과 비슷한 장식을 하고 있어 불상처럼 보인다. 그 밖의 천녀상 등은 머리에 화관을 쓰고 손에 지물을 들거나 춤추는 듯한 형상으로 되어 있는 것이 특징이다.
북벽에서는 적외선 촬영에 의해 세로 3행의 묵서가 확인되었는데 이는 당시 부적에 쓰이던 주술문이나 범(梵)자를 아무렇게나 쓴 것이 아닌가 생각된다. 서벽에는 서쪽 실과 통하는 투창 부근에 주악천녀상이 그려져 있다.
서실에는 서벽 남반부에만 인물도의 일부가 남아 있는데 벽화 중 천녀상들은 동실의 주악천녀상들과 비슷하나 북단의 것은 뚜렷한 수염으로 보아 남자임이 분명하다. 이러한 그림의 내용은 피장자의 혼을 극락으로 인도하고 안주하게 하기 위하여 축복해주고 있는 모습들로써 불교적인 요소가 기본을 이루며 여기에 도교적인 성격이 가미된 보다 현실적인 종교화로 보기도 한다.
둔마리 고분벽화는 피장자의 신분 등을 알 수 없으나 그 당시 회화사 및 복식(複式)연구에 귀중한 유적으로 평가받고 있다.

## 참고 자료
- 거창 둔마리 벽화 고분 - 국가유산청 국가유산포털